# Dagsposten (Norge)
Dagsposten var en dagstidning som gavs ut i Trondheim mellan 1877 och 1945.
Tidningen var opolitisk fram till 1883, och var sedan en vänstertidning fram till 1902. Från 1909 var den organ för Frisinnede Venstre (Frisinnede Folkeparti). 1940 blev Dagsposten nazifierad och gjordes till organ för Nasjonal Samling.